# ملعب بريستفيلد
ملعب بريستفيلد (بالإنجليزية: Priestfield Stadium)‏ هو ملعب كرة قدم في كنت بإنجلترا. اُفتُتح عام 1893 ، يتسع الملعب إلى 11 ألف متفرج.